# 松輸送
松輸送（まつゆそう）は、太平洋戦争（大東亜戦争）中の1944年前半に日本軍が行った中部太平洋方面への増援部隊輸送作戦である。絶対国防圏と位置付けられたマリアナ諸島などの守備隊を強化するため、満州などから転用された地上部隊や軍需物資が松船団と総称される11回の護送船団で運ばれた。アメリカ海軍は潜水艦で妨害を試みたが、日本側の損害は少なく一応の成功を収めた。松輸送で運ばれた部隊が、サイパンの戦いやペリリューの戦いで日本軍守備隊の主力となった。

## 背景

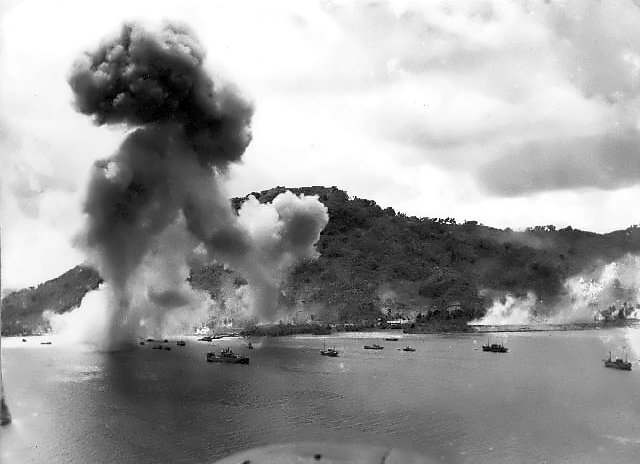
トラック島空襲で攻撃を受けつつある碇泊中の日本船舶。

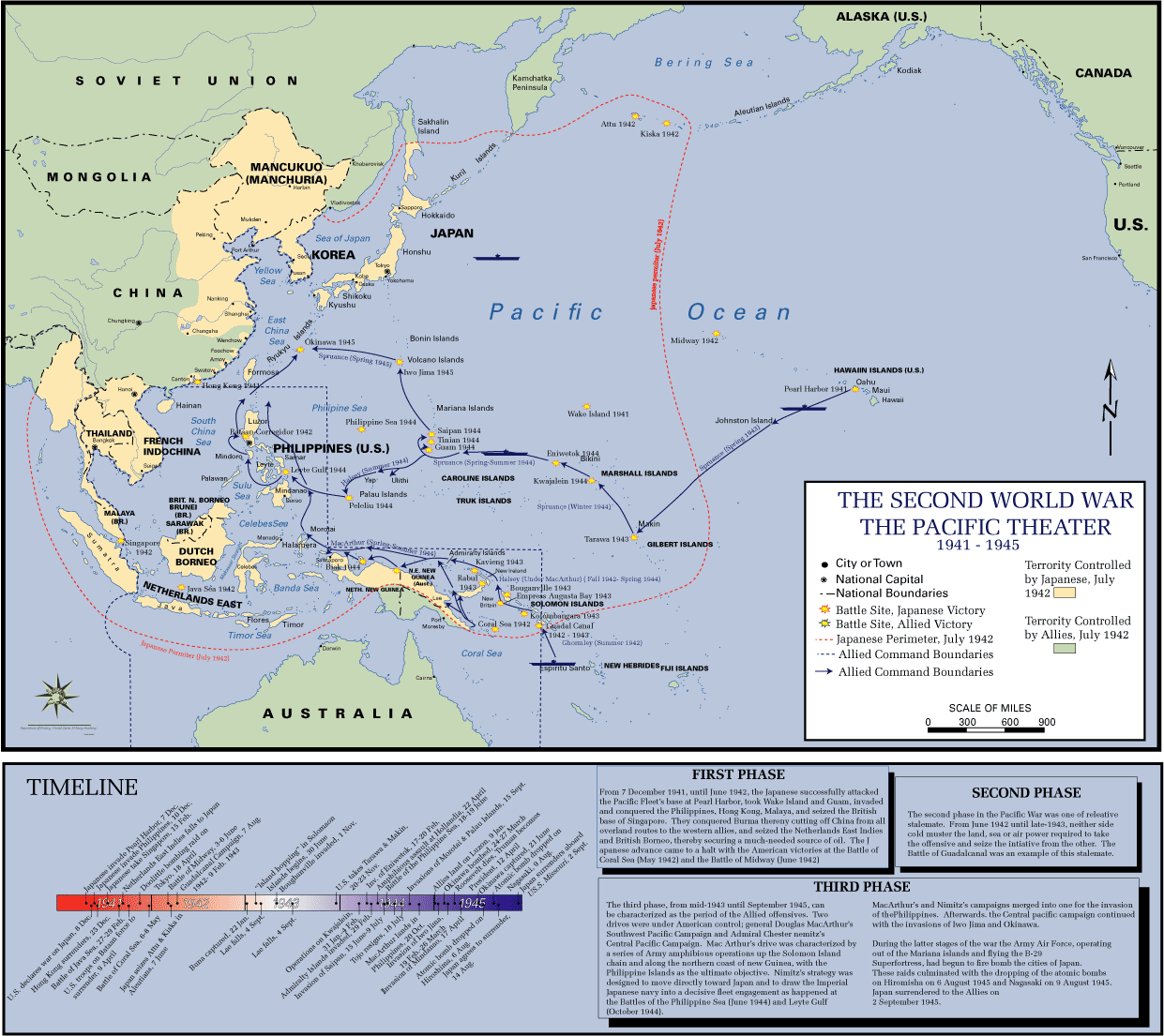
アメリカ軍の対日反攻作戦の進行経過。

大東亜戦争の戦局が次第に不利になった日本は、1943年（昭和18年）9月に絶対国防圏と称する防衛線を設定し、戦線の縮小を図る方針を決めた。絶対国防圏を守備する地上部隊を運ぶため、商船25万総トンが新たに軍用輸送船として徴用された。
ところが、日本海軍は絶対国防圏外であるマーシャル諸島海域での艦隊決戦構想にこだわり、ラバウルなど絶対国防圏外の拠点の守備強化を優先した。その結果、25万トンの新規徴用輸送船も、本来の目的以外に多くを消耗してしまった。絶対国防圏の防備の手薄さは、邀撃戦ではなく遭遇戦と自嘲されるほどであった。1944年（昭和19年）2月17-18日、ようやく絶対国防圏外縁の海軍根拠地トラック島（チューク諸島）への第52師団輸送が始まったところでトラック島空襲を受け、同島は壊滅的な打撃を被った。トラック島空襲では輸送船20万総トンが一挙に失われ、輸送中の第52師団第2陣も海没した。
トラック島空襲に続く2月23日のマリアナ諸島空襲、エニウェトク陥落と中部太平洋方面でのアメリカ軍の急速な侵攻を迎えた日本の大本営は、絶対国防圏をマリアナ諸島＝中西部カロリン諸島の線まで後退させる新戦略を決めた。日本海軍も、トラック島根拠地の壊滅を見て、ようやくマリアナ諸島での決戦に方針を変えた。日本陸軍は中部太平洋を担当する第31軍を新設し、すでに派遣内定していた第14師団・第29師団に加え、関東軍などからさらに多数の部隊を抽出して増援に送ることを決めた。増援用の輸送船確保のため、2月から4月まで毎月10万総トンの商船追加徴用も決定された。
増援部隊派遣が決まったと言っても、実際の海上輸送は容易な情勢ではなかった。マリアナ諸島を次の攻略目標と決めたアメリカ軍は、日本近海からマリアナ諸島周辺に潜水艦を展開させ、日本の増援輸送を妨害しようとしていた。アメリカ潜水艦は、1943年末頃から魚雷の性能が改善され、ウルフパックを組んだ集団戦術を用いるなど攻撃力が高まりつつあった。マリアナ諸島に向けて出航した第29師団乗船の船団（軍隊輸送船3隻・駆逐艦3隻）は、2月29日から3月1日にかけて潜水艦攻撃を受け、テニアン島行きの「崎戸丸」（日本郵船：9245総トン）が沈没、歩兵第18連隊長以下2317人戦死・570人重傷の大損害を受けていた。なお、この崎戸丸船団を松輸送の一部と解説する文献もあるが、『戦史叢書』や大井篤の回顧録では松輸送に含んでおらず、松船団としての番号が無く、時期的にも後述する3月3日の松輸送実施命令（大海指第346号）より早い。

## 作戦計画
1944年3月3日、軍令部総長の嶋田繁太郎大将は、及川古志郎海上護衛総司令部司令長官および古賀峯一連合艦隊司令長官に対し、松1号から松4号までの船団護衛を発令した（大海指第346号）。3月22日付の大海指第357号と5月6日付の大海指第376号により、松5号から松8号船団が追加されている。「松輸送」という作戦名は松竹梅にちなんで命名されたもので、同時期の西部ニューギニア方面への増援部隊輸送作戦については「竹輸送」の作戦名が充てられている。加えて、同盟国ドイツからの封鎖突破船（秘匿名称「柳船」）の成功にあやかった命名にもなっていた。
この種の純然たる作戦輸送は従来は連合艦隊の管轄であったが、松輸送については通商保護を専門とする新設の海上護衛総司令部が管轄することになった。3月7日、海上護衛総司令部は大海指第346号を踏まえて、松輸送を2種の航路で運航する命令を発した。マリアナ諸島およびカロリン諸島東部への増援については東京湾からトラック島に至る太平洋航路、カロリン諸島西部への増援については門司から台湾経由でパラオに至る航路を利用するものとし、前者を東松船団、後者を西松船団と呼ぶことになった。そして、東松船団の護衛は横須賀鎮守府、西松船団の護衛は第一海上護衛隊の担当とされた。
海上護衛総司令部は第901航空隊の一部を横須賀鎮守府の指揮下に入れるなど護衛戦力の再配置を実施したほか、連合艦隊からも多数の戦力が応援として加わることになった。連合艦隊は、海上護衛総司令部への護衛協力には消極的であったが、松輸送は決戦準備の作戦輸送ということで積極的に取り組んだ。3月中に連合艦隊から海上護衛総司令部の指揮下に移された艦艇は、軽巡洋艦1隻・駆逐艦10隻・海防艦3隻・その他3隻にのぼった。
東松船団の運航に関しては、日本では異例の大規模な護送船団の編成が行われることになった。運航効率より護衛兵力の集中を重視した大船団主義の採用は海上護衛総司令部で以前から検討されていたが、連合艦隊の護衛戦力融通や同年2月のヒ40船団壊滅の戦訓により、実現に至ったのである。大規模船団を運用するには海上護衛総司令部手持ちの高級指揮官人材が不足したため、4月1日に少将級の人材をストックする特設護衛船団司令部制度が創設されたほか、連合艦隊も第11水雷戦隊司令部を旗艦の軽巡洋艦「龍田」ごと提供した。
主要な輸送対象部隊は、陸軍の第14師団（パラオ守備）と第43師団（サイパン守備）の各主力、第35師団の第一次輸送部隊（パラオ守備）、ロ号演習の秘匿名で関東軍・朝鮮軍の諸部隊から抽出された第1派遣隊-第8派遣隊、戦車第9連隊などであった。第29師団の輸送船沈没時に師団長が同行しておらず混乱を生じた教訓から、非常時に備えて各部隊指揮官も空路は使わず、海路で同行するものと定められた。多量の弾薬や食糧、セメントなどの築城資材も同時に運ばれた。海軍も、沿岸砲や高射砲を装備した陸戦隊や飛行場・陣地建設用の海軍設営隊、基地航空隊の地上要員などを輸送した。なお、帰路では日本本土へ避難する民間人も多く便乗している。
上記の陸軍部隊の派遣に関し、陸軍大将参謀総長兼陸軍大臣東條英機（首相兼摂）は、情勢を見て輸送船一隻ごとに慎重な判断をし、不可能と見れば直ちに中止すると言明していた。これは、参謀本部主導の陸軍部隊追加派遣に対し陸軍省側は手遅れで危険だと反対していたため、双方に配慮した方針だった。

## 作戦経過

### 東松輸送

#### 東松1号船団
東松輸送の第一陣となる東松1号船団は、大海指第346号による松輸送の発令前に編成された船団で、当初は第3301船団の名で呼ばれた。甲船団と乙船団の2個梯団に分かれており、前者は基準速力10ノットの輸送船3隻と護衛艦3隻、後者はより低速の8ノット級輸送船3隻と護衛艦3隻の編制であった。輸送船はほとんどが海軍徴用船である。
第3301船団は3月4日に父島に寄ったところで松船団の指定を受けた。先発の甲船団は3月5日に父島を出港し、12日にサイパンに到着。後発の乙船団は3月7日に父島を出港し、14日にトラック島へ到着した。いずれも損害はなかった。

#### 東松2号船団

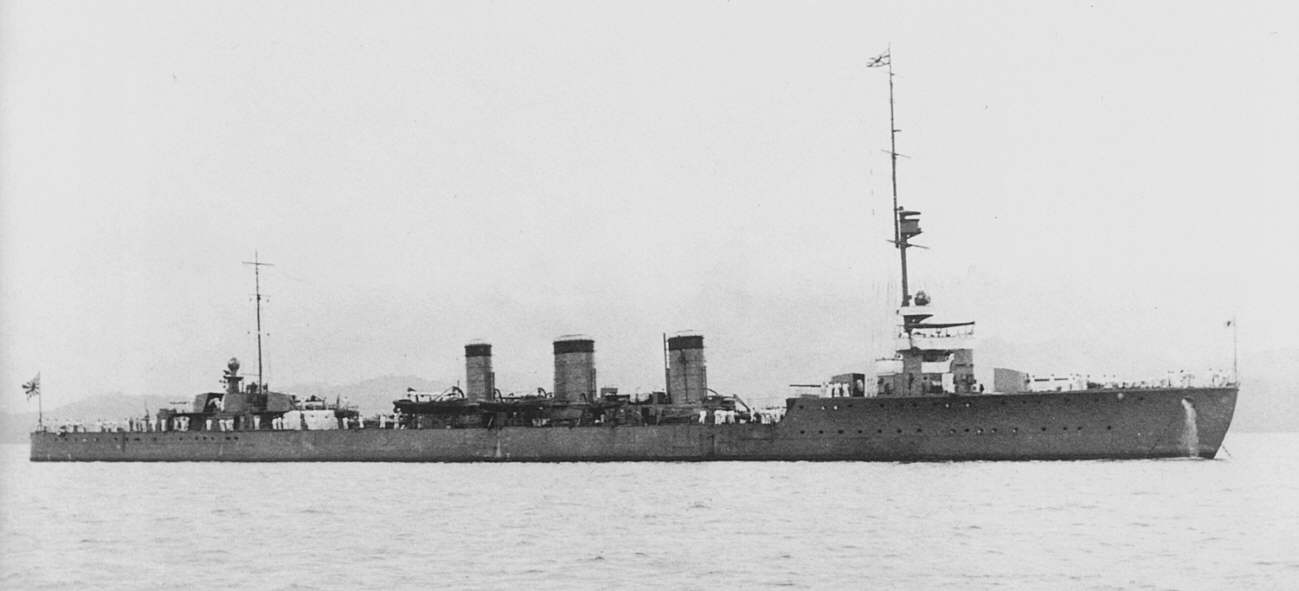
松2号船団旗艦を務めた軽巡洋艦「龍田」

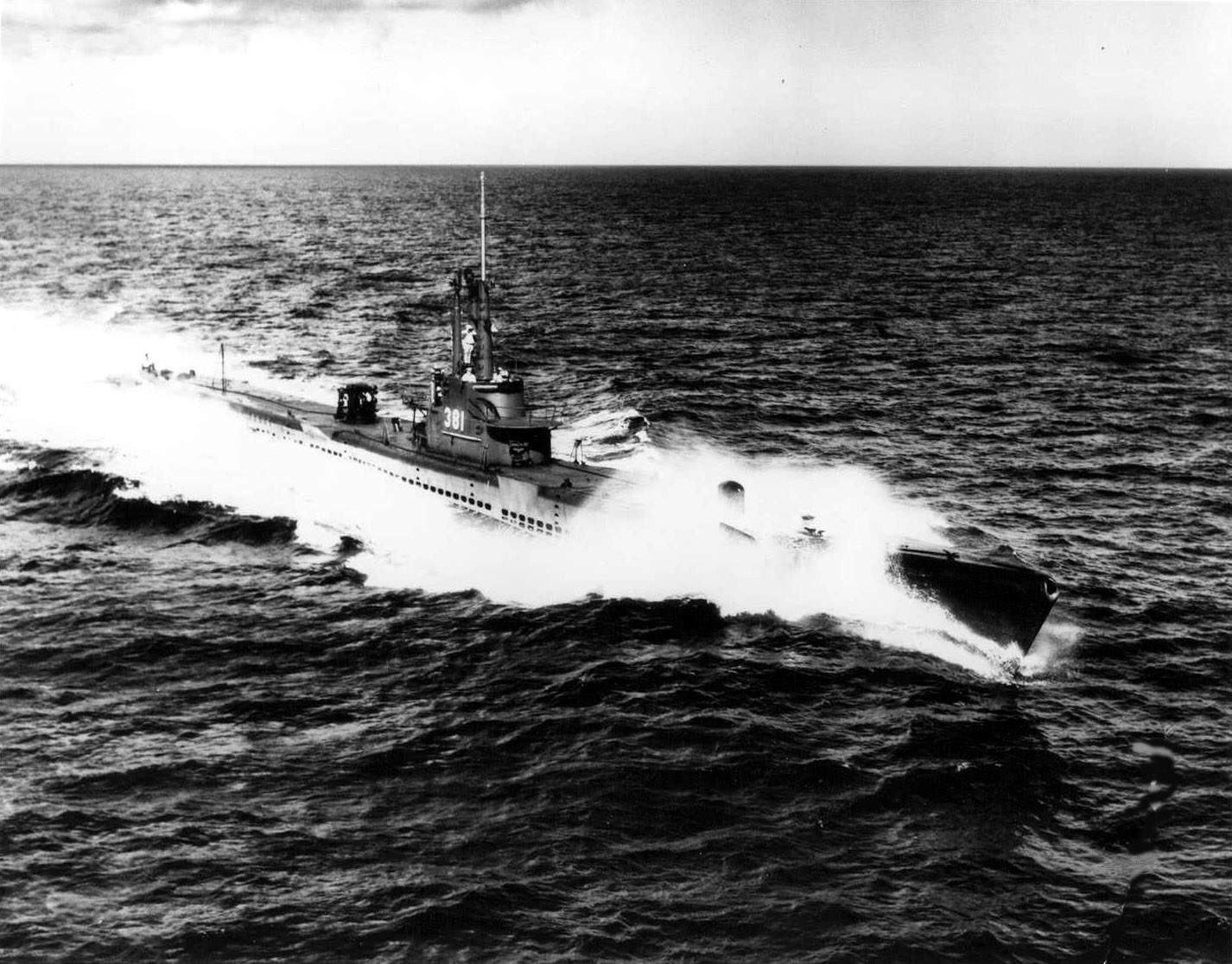
「龍田」と「国陽丸」を撃沈したアメリカ潜水艦「サンドランス」

2回目の東松輸送である東松2号船団は、第31軍司令部や派遣隊多数を含む重要船団で、当初から松船団として運航された。加入輸送船は12隻、直衛は乙直接護衛部隊の9隻で、軽巡洋艦「龍田」を旗艦とし、駆逐艦4隻を含む強力な陣容だった。さらに、前路哨戒のために水雷艇1隻・掃海艇2隻・漁船7隻も協力した。船団速力は8.5ノットである。船団の重要性にかんがみ、航空支援を担当する松2号特別哨戒飛行隊（陸上攻撃機5機・大型飛行艇3機・艦上攻撃機6機）が第901航空隊と第903航空隊から集成された。同飛行隊は、海上護衛総司令部参謀副長の島本久五郎少将の指導の下、船団の行動に合わせて硫黄島やサイパン島などの陸上基地に進出し、対潜哨戒にあたることになった。
3月9日に東京湾に集結した船団は横須賀で船団会議を開き、翌10日は湾内での訓練に充てた後、出航を一日延期して12日未明に木更津沖錨地を出撃した。出航翌日の13日午前3時頃、八丈島西南西74km付近で船団はアメリカ潜水艦「サンドランス」に発見された。当時、風速10m前後の強風と波浪のため海上は視界不良で、日本側は奇襲攻撃を許してしまった。「サンドランス」の放った魚雷は「龍田」と船団運航指揮官乗船の「国陽丸」（大阪商船：4607総トン）に相次いで命中し、いずれも沈没した。「サンドランス」はさらに1隻の輸送船撃沈を報じているが、日本側に該当記録はない。「龍田」の第11水雷戦隊司令部は駆逐艦「野分」に移乗して指揮を継続したが、「国陽丸」の運航指揮官近野信雄大佐は退艦せずに戦死した。その後は敵潜水艦らしきものを爆雷で制圧しつつ安全に航行し、18日にパガン島行きの「高岡丸」（第1派遣隊乗船）を分離、19日にサイパンへと入港した。カロリン諸島のエンダービー島（現在のプルワト環礁）やトラック島へ向かう船は、船団を離れて第二海上護衛隊の指揮下で航海を続け、無事に目的地へ部隊を揚陸した。
復航船団は、3月20日の命令で輸送船14隻と護衛艦7隻により編成された。24日にサイパンを出港し、運送艦「宗谷」が故障で離脱したほか、4月1日に無事に東京湾に到着した。

#### 東松3号特船団
東松3号特船団は、海軍徴用の優秀輸送船3隻と護衛の第31駆逐隊（駆逐艦3隻）で構成された。本船団は、海上護衛総司令部の命令で他の船団から独立して運航されることになったものであった。3月20日に第31駆逐隊司令の指揮で館山湾を出撃し、25日にサイパン行きの貨物船「山陽丸」を分離、29日にトラック島へ到着した。
トラック在泊中はB-24爆撃機により連日の爆撃を受けたが、特に被害はなかった。復路はトラック＝サイパン間は第4401船団（駆逐艦・駆潜艇各1隻護衛）、サイパン＝横浜間では第4407船団（海防艦1隻・駆潜艇2隻護衛）と呼称され、4月12日に横浜に帰着した。

#### 東松3号船団
東松3号船団は8ノットの低速船団で、海軍徴用船を中心とした輸送船12隻と護衛艦10隻で編成された。護衛部隊は、軽巡洋艦「夕張」を旗艦とする第1特設船団司令部（司令官：伊集院松治少将、後に第1護衛船団司令部に改称）が指揮し、今回も駆逐艦3隻・海防艦2隻など強力であった。
3月22日に船団は東京湾から出航、28日にパラオ行き船団6隻（駆逐艦1隻・海防艦2隻護衛）を分離し、船団本隊は30日にサイパンへ到着した。この間、25日に護衛の第54号駆潜艇がアメリカ潜水艦「ポラック」により撃沈されたが、輸送船に被害はなかった。パラオ行き船団は、アメリカ海軍第58任務部隊によるパラオ大空襲の情報を受けて引き返し4月2日にサイパンへ碇泊したが、再出航して4月14日にパラオへと無事に到着した。
復航船団は輸送船4隻と護衛艦6隻で4月3日にサイパンを出港、4月10日に横須賀へ無事に帰還した。

#### 東松4号船団
次の東松4号船団は輸送船26隻（途中でさらに2隻加入）と丁直接護衛部隊の護衛艦10隻から成る松輸送で最大の船団であった。船団は、第2護衛船団司令部（司令官：清田孝彦少将）の指揮の下、4月1日に東京湾を出発、8ノットの低速で小笠原群島・火山列島の列島線西側沿いに南下した。船団は早くからアメリカ潜水艦の接触を受け、護衛艦や直援機が爆雷投下を頻繁に行った。3日午後3時頃、貨物船「東征丸」（岡田商船：2814総トン）がアメリカ潜水艦「ポラック」の発射した魚雷2発を受け、1時間ほどで沈没、搭載物資の弾薬と食糧が失われた。同日には、貨物船「はあぶる丸」（大阪商船：5652総トン）も敵潜水艦から雷撃を受け、魚雷1発が命中したが不発弾であった。

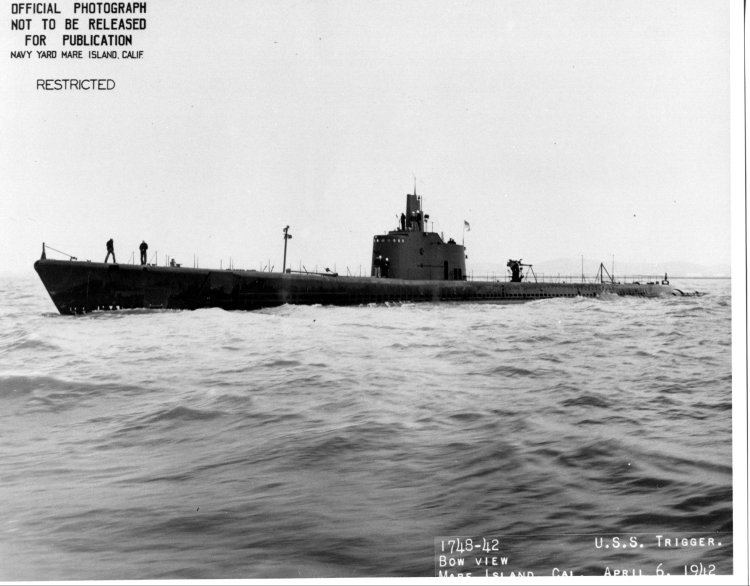
東松4号船団と東松5号復航船団を襲ったアメリカ潜水艦「トリガー」

8日未明、サイパン北西洋上に差し掛かった船団は新手のアメリカ潜水艦「トリガー」に発見され、魚雷4発を打ち込まれたが命中弾は無かった。駆逐艦「朝凪」と海防艦「隠岐」が逆に爆雷攻撃により敵潜水艦撃沈確実を報じたが、「トリガー」は各部に損傷しつつもなんとか逃げのびていた。同日夕刻、パラオ行き船団が分離した。なお、「トリガー」は翌9日にも対潜攻撃を受けて損傷するが作戦行動を続け、後述のように東松5号復航船団を襲撃する。
サイパン到着目前となった船団本隊であったが、9日16時過ぎにサイパン西方75km付近でアメリカ潜水艦「シーホース」の攻撃を受け、「美作丸」（日本郵船：4667総トン）が被雷し10日に沈没。海軍軍人・軍属1069人中と船員のうち18人が戦死し、物資1440トンが海没した。なお、「シーホース」は前日にグアム沖で「松江丸」（西松2号船団でパラオ着）などの船団を襲って輸送船2隻を沈めていた。結局、2隻の沈没船はあったものの、それ以外の東松4号船団の各船は無事に目的地に到着した。
東松4号復航船団は4月14日に編成され、輸送船8隻と護衛艦4隻でサイパンを出港、輸送船1隻が故障脱落した以外は23日に東京湾へと帰還できた。

#### 東松5号船団
東松5号船団は、輸送船5隻と戊直接護衛部隊の護衛艦4隻（駆逐艦皐月、海防艦笠戸、海防艦満珠、第4号駆潜艇）で編成され、第3護衛船団司令部（司令官：鶴岡信道少将、皐月座乗）が指揮した。第14師団と第35師団第一次輸送部隊という精鋭地上部隊をパラオまで送る重要任務のため、輸送船は全て優秀船で揃えられており、船団速力14ノットという高速船団であった。
輸送船3隻（能登丸、阿蘇山丸、東山丸）は3月26日に大連で集結、第十四師団の将兵が乗船する。3月28日、大連を出発。歩兵第2連隊長中川州男大佐は「能登丸」に乗船した。3月30日には鎮海（朝鮮半島）で、青島から来た「三池丸」が合流する。
4月7日未明、東松5号船団は館山湾を出撃。敵機動部隊を警戒して10日から18日まで父島で待機した後、南下を再開して24日にパラオへ到着した（全航海日程27日）。
急速揚陸を終えた東松5号復航船団は、引き揚げの民間人や軍人等を乗せ、4月26日にパラオを出航した。翌27日未明、船団はアメリカ潜水艦「トリガー」の攻撃を受けた。東松4号船団を襲った時には撃退されてしまった「トリガー」だったが、今度は貨客船「三池丸」（日本郵船：11738総トン）、貨物船「阿蘇山丸」（三井船舶：8811総トン）、「三池丸」救援中の海防艦「笠戸」に次々と魚雷を命中させた。「東山丸」にも命中していたが、不発だったという。「三池丸」は便乗者752人などが総員退去となり、放棄された船体は29日に沈没した。船団はパラオに引き返し、4月28-29日に健在な輸送船「能登丸」、「東山丸」と護衛艦で再編成されて出航。5月4日、日本に到着した。5月5日、横浜港到着。損傷した「阿蘇山丸」は30日に再出航してダバオに向かったが、5月1日にアメリカ潜水艦「ブルーギル」の攻撃を受けて被雷沈没した。

#### 東松6号船団
東松6号船団は、輸送船18隻と乙直接護衛部隊の護衛艦12隻で編成され、第7護衛船団司令部（司令官：松山光治少将）が指揮した。第7護衛船団司令部では、往路を松6号船団、復路を東松06船団と呼んでいる。乗船部隊は、トラック島空襲時に海没した第52師団歩兵第150連隊の補充要員などであった。東松6号船団は船団速力8.5ノットで、4月15日に東京湾を出発した。17日に駆逐艦「卯月」が通りかかった機帆船と衝突事故を起こし、機帆船を沈没させるハプニングがあった。18日に父島行きの輸送船2隻を、敷設艇「由利島」と「巨済」の護衛で分離した。船団本隊は23日朝に無事にサイパンへ到着し、その他の行き先の船もすべて無事に目的地へ到着した。
復路は輸送船14隻と護衛艦7隻で、4月27日にサイパン出港、5月4日に東京湾に無事に到着した。
なお、本船団の航行中、アメリカ潜水艦「ガジョン」が付近で行方不明となっている。4月18日に本船団援護の第901航空隊の九六式陸上攻撃機が爆撃により撃沈した可能性が指摘されるほか、4月20日朝にも本船団直衛の第20号掃海艇と第6号海防艦が航空機と協同で対潜攻撃を行い効果甚大と報告している。

#### 東松7号船団
東松7号船団は主にサイパン向けの輸送船15隻と護衛艦6隻で構成され、第5護衛船団司令部（司令官：吉富説三少将）が指揮した。船団速力8.5ノットで4月28日朝に東京湾を出た船団は、父島行きの船を途中分離しつつ進み、5月6日にサイパンへ無事到着した。カロリン諸島行きの船は、サイパンで輸送船「仁山丸」と動力艇を追加した新たな船団を編成し、第12号海防艦など3隻の護衛でそれぞれの目的地へ到着している。第128号特設輸送艦と第150号特設輸送艦は、同月13日にパラオ付近で触雷損傷した。
本船団の復路は松輸送外の第3503船団の復航と合同で第4517船団を編成し、輸送船5隻・護衛艦3隻で5月17日にサイパンを出港。護衛部隊旗艦である駆逐艦「朝凪」を失ったものの、輸送船に被害はなく帰還した。

#### 東松8号船団
松輸送を通じて最終便となった東松8号船団は、絶対国防圏の要と位置付けられたサイパンに守備隊の中核となる第43師団主力を輸送する最重要船団であった。そのため、本船団の運航には松輸送の中でも特別の配慮が向けられることになった。加入する輸送船3隻（能登丸、東山丸、さんとす丸）は船団速力12ノットを出せる高速船で揃えられ、護衛部隊も輸送船より多い4隻が付き、東松5号船団で経験を積んだ第3護衛船団司令官の鶴岡少将（旗艦「皐月」）が指揮官に任命された。横須賀鎮守府は低速輸送船1隻を追加しようとしたが、鶴岡少将らによって拒絶された。
5月13日、輸送船3隻は横浜を出発し、館山湾で仮泊。護衛艦4隻（駆逐艦皐月、海防艦天草、第四号海防艦、第六号海防艦）を加え、5月14日早朝、東松8号船団は館山湾を出撃した。船団は鶴岡少将らの判断で従来の松輸送とは異なり小笠原諸島を離れた洋心航路を採って、高速で南下した。洋心航路を選んだ理由は、小笠原の陸上航空部隊はレーダーを欠き夜間捜索能力に劣るうえ連日の作戦で疲労していることから、航空援護を期待するより、通常航路を外れることで敵潜水艦を回避する方が効果的であると考えたためであった。折しも悪天候に見舞われ、能登丸（陸兵4000名乗船）では将兵が船酔いに悩まされることになった。目論見通り敵潜水艦に遭遇することはなく、船団は5月19日に無傷でサイパンに到着した。アメリカ潜水艦の攻撃を心配していた大本営陸軍部作戦課は、本船団の無事な到着を聞くと万歳して喜んだという。
復航船団は、同じ輸送船3隻（能登丸、東山丸、さんとす丸）を海防艦「能美」、「隠岐」、第32号駆潜艇で護衛して5月20日に出航、被害を受けることなく5月26日に横浜港に帰着した。

### 西松輸送

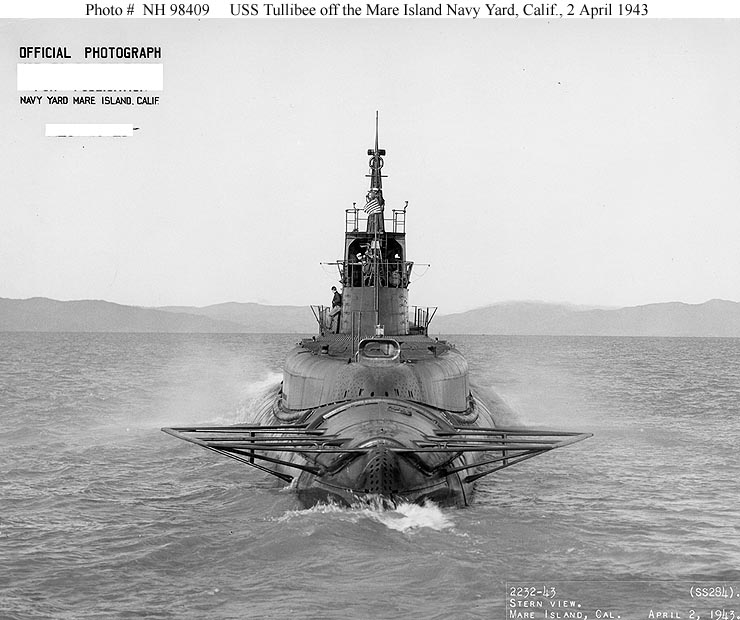
西松2号船団を攻撃したものの、自らが発射した魚雷が命中して沈んだアメリカ潜水艦「タリビー」

西松船団は既存の一般船団に組み込む形で2便だけが運航された。門司から高雄まではモタ船団、高雄からパラオまではタパ船団としての運航になった。西松1号船団（モタ06船団・タパ04船団）と、西松2号船団（モタ09船団・タパ06船団）のいずれも、後者で1隻が故障脱落して後日到着となったほか特に損害を受けずに無事にパラオまで到着した。うち、西松2号船団は、パラオ入港直前の3月26日にアメリカ潜水艦「タリビー」の攻撃を受けたが、発射魚雷の自爆により逆に「タリビー」が沈没している。
なお、西松2号船団到着から間もない3月30日と31日に、パラオ基地はアメリカ海軍第58任務部隊によるパラオ大空襲で手痛い打撃を受けた。西松2号船団で到着した艦船のうち、貨物船「忠洋丸」と駆逐艦「若竹」、第31号哨戒艇も撃沈されている。貨物船「松江丸」は最終目的地のメレヨン島へ別船団で向かい、無事に到着したが帰路で撃沈された。

## 作戦結果
5月19日サイパン着の東松8号船団をもって松輸送は予定の運航を終えた。松輸送への加入輸送船の損害は少数で、作戦は日本側の期待を越える成功を収めた。往航松船団に加入した輸送船のべ100隻以上のうち、損失は3隻にとどまり、特に陸軍の軍隊輸送船の沈没は1隻も無かった。護衛艦の損失も2隻だけだった。この点、アメリカ海軍の準公式戦史の執筆者であるサミュエル・モリソンは、松輸送外の第3530船団の例を引き、アメリカ太平洋艦隊が制海権を奪取したため、日本軍は4月以降サイパンの防備を増強できなかったと主張している。しかし、前述の数値からすれば、アメリカ軍が日本の輸送作戦を有効に妨害することができなかったのは確かと見られる。ただし、松輸送としての運行区間より先の最終目的地に至る区間での損失や、復航松船団など帰路での船舶被害による輸送力の消耗も考慮すると、完璧な成功とまでは言えないとの評価もある。
松輸送の成功、なかでも東松8号船団での第43師団主力の無傷でのサイパン到着は、当時の日本陸軍上層部により絶対国防圏の守備を盤石にするものと考えられた。東條参謀総長は、大本営での打ち合わせ席上、「海軍の努力によりわずかな損失だけでマリアナ諸島へ予定の兵力展開が終わり、サイパンは難攻不落になったので安心してほしい」旨の謝辞を中澤佑軍令部第一部長らに述べるほどだった。しかし、後述のように別船団で運ばれた後続部隊が海没してしまったうえ、築城資材も不足気味であった。完全な戦力発揮には、もう2-3カ月間の準備期間が必要だった。本来は1944年春に配置が終わっているべき部隊で時期的に手遅れだったのであり、本作戦の成功が6月15日からのサイパン地上戦における日本軍の勝利に結びつくことはなかった。一方、東松5号船団によって無事にパラオへ到着した第14師団は、アメリカ軍上陸まで約4カ月の準備期間があったため、ペリリューの戦いで善戦することができた。
なお、松輸送の終了後も中部太平洋方面への増援部隊輸送は続けられたが、こちらは大きな損害を出す結果に終わった。5月中に第3503船団や第43師団の後続部隊を積んだ第3530船団などの重要船団がサイパンに向けて出航し、多数の輸送船をアメリカ潜水艦の攻撃で失っている。6月に入って出航した第3606船団は旗艦の駆逐艦「松風」が撃沈され、中止となった。アメリカ軍上陸4日前の6月11日にサイパン所在の残存船舶は脱出を試みたが、第4611船団など多数が第58任務部隊の事前空襲に捕まり撃沈されている。

## 他の海上護衛への影響
松輸送の実施は、日本の海上輸送護衛全般に対しても良い影響を与えた。
重要作戦輸送ということで軍令部が多大な便宜を図り、連合艦隊もこれまでになく積極的な協力を行ったため、海上護衛総司令部は兵器や人材を充実することができた。海上護衛総司令部参謀だった大井篤によれば、その波及効果があってこそ、ヒ船団などの南方資源航路での大船団主義も軌道に乗せることができたという。松輸送用に創設された特設護衛船団司令部の制度は、常設の参謀や直属兵力を持たず部隊としての連帯が醸成しにくい欠点はあったものの、その後のヒ船団などでの大船団指揮へも流用されることになった。
松輸送では連合艦隊からの応援要員も含め多数の幕僚が護衛の現場を体験した。そこで、作戦終了からすぐの6月12日に、軍令部第12課（防備・通商保護担当）主催により、東松船団を中心に重要護送船団の運航に携わった幕僚を集めた報告会が実施された。日本海軍が護衛船団幕僚を集めたこの種の研究会を実施するのは史上初めてで、報告された貴重な体験資料は『護衛船団幕僚体験談摘録』として編集され、関係各方面に配布された。

## 松船団一覧
- 以下はすべて往路の編制である。復路では輸送船・護衛艦とも変動がある。
- 沈没した艦船の船名は、往航松船団での損失を太字表記、復航松船団での損失を斜体字表記とした。

### 東松船団
東松1号船団（第3301船団）3月1日横浜発、甲船団は3月12日トラック着、乙船団は3月14日トラック着。
- 甲船団
  - 輸送船 - 辰春丸、備後丸、慶洋丸
  - 護衛艦 - 海防艦隠岐、同満珠、特設駆潜艇第8拓南丸
- 乙船団
  - 輸送船 - 射水丸、豊光丸[注 6]、「神福丸」
  - 護衛艦 - 敷設艇由利島、特設砲艦那智丸、特設掃海艇鳥島丸

東松2号船団3月12日東京湾発、3月19日サイパン着。20日にカロリン諸島行きの船は船団から除外。
- 輸送船
  - マリアナ諸島行き - 高岡丸、日美丸、但馬丸、美保丸、安房丸、大天丸、柳河丸、玉鉾丸、国陽丸
  - カロリン諸島行き - 対馬丸、あとらんちっく丸[注 7]、「第一眞盛丸」
- 護衛艦
  - 軽巡洋艦龍田（旗艦：第11水雷戦隊司令官 高間完少将座乗）
  - 駆逐艦 - 野分、朝風、夕凪、卯月
  - その他 - 海防艦平戸、第20号掃海艇、敷設艇測天、同巨済、特設掃海艇鳥島丸
- 乗船部隊 - 第31軍司令部、第1派遣隊、第3派遣隊、第5派遣隊、第6派遣隊、第8派遣隊、高射砲第25連隊主力、野戦高射砲第52大隊、歩兵第18連隊後続部隊

東松3号特船団3月20日館山発、3月28日トラック着。
- 輸送船 - 浅香丸、山陽丸、さんとす丸
- 護衛艦 - 駆逐艦岸波、沖波、朝霜

東松3号船団3月22日東京湾発、3月30日サイパン着。パラオ行きは4月14日パラオ着。
- 輸送船
  - サイパン行き - 広順丸、明隆丸、第11星丸、第1日正丸
  - パラオ行き - 辰浦丸、乾安丸、富津丸、長白山丸、南洋丸、給糧艦早埼
- 護衛艦
  - 軽巡夕張（旗艦：第1護衛船団司令官 伊集院松治少将座乗）
  - 駆逐艦 - 旗風、玉波、雷
  - その他 - 水雷艇鴻、海防艦平戸、同能美、第48号駆潜艇、第51号駆潜艇、第54号駆潜艇

東松4号船団4月1日東京湾発、4月10日サイパン着。
- 輸送船
  - サイパン行き - 松運丸、東岡丸、第8雲洋丸、多佳山丸、秋川丸[注 8]、幸光丸、白峰丸、台海丸、加古川丸、まかっさ丸、第149号特設輸送艦（5日に合流。護衛艦兼）
  - グアム行き - 美作丸、東安丸、安土山丸、日秀丸
  - トラック行き - 昭瑞丸、建部丸、志摩丸、神洋丸、はあぶる丸、給糧艦杵埼、共栄丸（サイパンで加入）
  - パラオ行き - 天龍川丸、大安丸、第五眞盛丸、東征丸、給糧艦間宮
  - ヤップ島行き - 神靖丸
- 護衛艦
  - 駆逐艦 - 五月雨（旗艦：第2護衛船団司令官 清田孝彦少将座乗）、朝凪（4月2日以降）
  - 海防艦 - 隠岐、天草、御蔵、福江、第2号海防艦、第3号海防艦
  - その他 - 水雷艇鵯、第50号駆潜艇
- 乗船部隊 - 第2派遣隊、戦車第9連隊、独立工兵第7連隊、船舶工兵第16連隊

東松5号船団4月7日館山発、4月24日パラオ着。
- 輸送船 - 阿蘇山丸 、能登丸、東山丸、三池丸 、特設給油船清洋丸
- 護衛艦
  - 駆逐艦皐月（旗艦：第3護衛船団司令官 鶴岡信道少将座乗）
  - 海防艦 - 満珠、笠戸、第4号海防艦
- 乗船部隊 - 第14師団、第35師団第一次輸送隊

東松6号船団4月15日東京湾発、4月23日サイパン着。カロリン諸島行きの各船も無事に到着。
- 輸送船
  - マリアナ諸島行き - 淡路丸、日鳥丸、勝川丸、高岡丸、ばたびや丸、安房丸、北辰丸、稲荷丸、利根川丸、第2動力艇（4月19日より同行[注 9]）
  - カロリン諸島行き - 第2号長安丸[注 10]、第18御影丸[注 10]、じょくじゃ丸[注 11][注 12]、美山丸[注 12]、仁山丸、神島丸、祥山丸
  - 父島行き - 辰昭丸、玉鉾丸
- 護衛艦
  - 駆逐艦 - 帆風（旗艦：第7護衛船団司令官 松山光治少将座乗）、夕凪、卯月
  - 海防艦 - 三宅、第6号海防艦、第10号海防艦
  - 敷設艇 - 猿島、巨済、由利島
  - その他 - 第20号掃海艇、第28号掃海艇、第10号駆潜艇、第12号駆潜艇
- 乗船部隊 - 歩兵第150連隊補充員（700人）、独立自動車中隊2個、独立高射砲中隊3個（計18門）

東松7号船団4月28日東京湾発、5月6日サイパン着。復航は第4517船団として運航。
- 輸送船
  - サイパン行き - 辰春丸、御嶽山丸、朝日山丸、沖縄丸[注 10]、山球丸、備後丸、明隆丸、門司丸、美保丸
  - カロリン諸島行き - 浅香丸、興新丸、睦洋丸、第128号特設輸送艦、第150号特設輸送艦
  - 父島行き - 台東丸
- 護衛艦
  - 海防艦 - 能美（旗艦：第5護衛船団司令官 吉富説三少将座乗）、第12号海防艦、第18号海防艦、第22号海防艦
  - 駆潜艇 - 第16号駆潜艇、第18号駆潜艇

東松8号船団5月14日館山発、5月19日サイパン着。
- 輸送船 - 能登丸、東山丸、さんとす丸
- 護衛艦
  - 駆逐艦 - 皐月（旗艦：第3護衛船団司令官 鶴岡信道少将座乗）
  - 海防艦 - 天草、第4号海防艦、第6号海防艦
- 乗船部隊 - 第43師団主力

### 西松船団
西松1号船団（モタ06船団、タパ04船団）モタ06船団（第8運航指揮官：山本雅一中佐指揮）として2月26日門司発、3月4日高雄着。タパ04船団として3月7日高尾発、3月14日パラオ着。
- 輸送船 - 呉山丸、大誠丸、白濱丸、ほか高雄まで7隻同行、高雄から別の3隻が同行
- 護衛艦
  - 門司・高雄間 - 海防艦淡路[注 13]
  - 高雄・パラオ間 - 駆逐艦朝顔、同浜波、水雷艇鷺

西松2号船団（モタ09船団、タパ06船団）モタ09船団（第1運航指揮官：竹下志計理大佐指揮）として3月8日門司発、3月15日高雄着。タパ06船団として3月20日高尾発、3月27日パラオ着。
- 輸送船 - 松江丸[注 3]、はんぶるぐ丸（高雄で故障除外[注 14]）、忠洋丸、ほか高雄まで松輸送以外の12隻同行
- 護衛艦 - 駆逐艦若竹、第38号哨戒艇（高雄まで）、第31号哨戒艇（高雄から）、敷設艇前島（高雄から）
- 乗船部隊 - 第4派遣隊、第7派遣隊